# Jana Sorgers-Rau
Jana Sorgers-Rau, nata Jana Sorgers (4 agosto 1967), è un'ex canottiera tedesca.

## Palmarès

### Olimpiadi
- 2 medaglie:
  - 2 ori (Seul 1988 nel quattro di coppia; Atlanta 1996 nel quattro di coppia)

### Mondiali
- 7 medaglie:
  - 7 ori (Nottingham 1986 nel quattro di coppia; Copenaghen 1987 nel quattro di coppia; Bled 1989 nel due di coppia; Tasmania 1990 nel quattro di coppia; Vienna 1991 nel quattro di coppia; Indianapolis 1994 nel quattro di coppia; Tampere 1995 nel quattro di coppia)